# Grimsay
Grimsay, schottisch-gälisch: Griomasaigh ist eine Insel der Äußeren Hebriden von Schottland, über Dämme mit North Uist und Benbecula verbunden. 2011 lebten 169 Personen auf Grimsay.

## Etymologie
Der Name bedeutet Grims Insel. Grim geht auf die Angelsachsen beziehungsweise Normannen zurück. Er ist ein Synonym für den nordischen Gott Odin. Siehe auch Graemsay Insel der Orkney, Grimsby Ort in Lincolnshire, Grimsbury Castle Hillfort in Oxfordshire, Grim’s Ditch ein Erdwerk, Grim’s Dyke (Name für den Antoninuswall), Grim’s Grave Steinkiste (auch kistvaen) in Dartmoor. Grimes Graves Flintminen, Grimshader (Grims Sitz) auf Lewis and Harris, Grims Lake Mire (eine Steinkiste im Grims See Morast), Grim’s Mound ein Rundhügel in Lincolnshire, Grimspound in Devon, Grimsetter (Grims Sitz) auf Orkney und Shetland, Grimsthorpe Castle (Grims Dorf), sowie mehrere Orte mit dem Namen Grimston (Grimston-Lyles Hill Ware).
Die größten Orte auf Grimsay sind Baymore (Bàgh Mòr) und Kallin (Ceallan). Der Haupterwerb besteht heute im Hummerfang. Früher war der Schiffbau wichtiger. Die Insel ist prähistorisch durch das besonders gut erhaltene Wheelhouse Bagh nam Feadag und Dun Ban, ein „Atlantic Roundhouse“, von besonderem Interesse.